# كيفن مكنوفتون
كيفن بول مكنوفتون (بالإنجليزية: Kevin Paul McNaughton)‏ وهو لاعب كرة قدم أسكتلندي في مركز الدفاع ولد في يوم 28 أغسطس 1982 في مدينة دندي في اسكتلندا في المملكة المتحدة، وهو حالياً يلعب مع نادي بولتون واندررز وسبق له اللعب مع كارديف سيتي ونادي أبردين إف سي ولعب مع منتخب اسكتلندا لكرة القدم ويبلغ طوله 178 سم.

## مسيرته الكروية
لعب كيفن مكنوفتون خلال مسيرته الاحترافية مع 6 أندية في تسعة عشر موسمًا وسجل خلالها 5 أهداف ضمن 473 مباراة. ولم يفز بأي موسم بالكأس أو بالدوري.
خاض كيفن مكنوفتون مسيرته مع نادي أبردين في موسم 2000–01 ليلعب معه ستة مواسم، مشاركًا في 175 مباراة سجل خلالها 3 أهداف. ثم انتقل إلى نادي كارديف سيتي في موسم 2006–07 ليلعب معه ثمانية مواسم، حيث شارك في 254 مباراة سجل خلالها هدفًا واحدًا. لينتقل بعدها إلى نادي بولتون واندررز في موسم 2014–15 لمدة موسم واحد، مشاركًا في 22 مباراة سجل خلالها هدفًا واحدًا أيضًا. ثم انتقل إلى نادي ويغان أتلتيك في موسم 2015–16 لمدة موسم واحد، مشاركًا في مباراتين ولم يسجل أي هدف. هذا وانتقل لاحقًا إلى منتخب اسكتلندا الثانوي لكرة القدم ‏ في موسم 2016–17 لمدة موسم واحد، مشاركًا في 9 مباريات ولم يسجل أي هدف أيضًا. ثم انتقل بعدها إلى فورفار أثلتيك ‏ في موسم 2017–18 لمدة موسم واحد، مشاركًا في 11 مباراة ولم يسجل أي هدف أيضًا.

## روابط خارجية
- كيفن مكنوفتون على موقع الاتحاد الإسكتلندي (الإنجليزية)
- كيفن مكنوفتون على موقع قاعدة بيانات كرة القدم.إي يو (الإنجليزية)
- كيفن مكنوفتون على موقع ناشيونال فوتبول تيمز (الإنجليزية)
- كيفن مكنوفتون على موقع Soccerbase.com (لاعب) (الإنجليزية)
- كيفن مكنوفتون على موقع عالم كرة القدم.نت (الإنجليزية)
- كيفن مكنوفتون على موقع AS.com (الإسبانية)